# Медаль Теодора фон Кармана
Международное награждение НАТО «Медаль Т. Кармана»
Основана в честь заслуг выдающегося американского учёного в области ракетостроения и аэродинамики Теодора фон Кармана. Присуждается за значительный вклад в прогресс в области исследований и технологического сотрудничества между странами НАТО.
Медаль Т. Кармана ежегодно присуждается в области инженерной механики человеку в знак признания выдающихся достижений, применимых к любой области гражданского строительства. Эта награда была учреждена в 1960 году.